# 大阪高等学校 (私立)
大阪高等学校（おおさかこうとうがっこう）は、大阪府大阪市東淀川区にある私立の普通科高等学校。かつては男子校であったが、2008年4月より男女共学となった。最寄駅は、阪急京都本線相川駅。

## 沿革
- 1927年 - 日本大学大阪中学校の設立認可。日本大学大阪専門学校（現:近畿大学）内に開校。深川重義が校長に就任。
- 1937年 - 現在地に鉄筋校舎（現:本館）講堂を新築移転。
- 1944年 - 日本大学より独立し、財団法人大阪学園を設立。深川重義が理事長・校長に就任。
- 1948年 - 新学制により大阪学園大阪高等学校となる。中学校と定時制課程を併設。
- 1950年 - 校名を大阪高等学校、大阪中学校に改名。
- 1965年 - 校舎設備の近代化5ヶ年計画に着手、1965年に完了。
- 1977年 - 創立50周年記念事業着手。
- 1990年 - 文理特進コース設置。全館冷房完備。
- 1995年 - 情報処理室、自習室、家庭科室設置。
- 1996年 - カナダ研修旅行が始まる。
- 2001年 - 新校舎完成。
- 2003年 - 新カリキュラムがスタート。
- 2005年 - 新制服採用。世界初のベネトン社製。
- 2008年 - 男女共学がスタート。
- 2010年 - 男女共学の1期生が卒業。
- 2019年 - 体育館改築。
- 2019年 - 探求コース設立。
- 2022年(夏) - 職員室改装工事を実施

## 学科
- 全日制課程
  - 普通科
    - 文理特進コース
    - 総合進学コース
    - 探究コース

## 学校関係者

### 教員
- 戸浦六宏 - 俳優になる前に本校で英語教師とラグビーフットボール部顧問を務めていた[1]。

### 卒業生
- 稲垣浩 - 労働運動家
- 沖本泰幸 - 日本大学大阪中学校時代。衆議院議員
- 桂朝太郎 - 落語家
- 金丸祐三 - 2006年卒。元短距離走選手。引退後より、隣接する大阪成蹊大学陸上競技部のコーチ。
- 木原浩勝 - 小説家、構成作家。
- 崔領 - 総合格闘家。
- 清水章夫 - 1994年卒（軟式野球部）。元プロ野球選手。
- 新谷かおる - 漫画家。
- 武村勇治 - 漫画家。
- 西井美桜 - 2019年卒。アイドルグループ　SKE48研究生
- 野呂瀬義昭 - 元プロ野球選手。
- 松井淳 - 元プロ野球選手。
- 松岡亮輔 - サッカー選手
- 水木しげる - 日本大学大阪中学校時代。漫画家
- 宮本直樹 - ギタリスト。
- 森下雄一郎 - 1996年卒。プロバスケットボール選手・ヒップホッパー。
- 安井智規 - 元プロ野球選手。
- 山田大治 - 2000年卒。プロバスケットボール選手（富山グラウジーズ所属）。
- 吉田太 - 1987年卒。元プロ野球選手。

## 交通
- 阪急京都本線・相川駅より徒歩約1分
- Osaka Metro今里筋線・井高野駅より徒歩約12分
- 東海道本線（JR京都線）吹田駅より徒歩約15分

## 関連書籍・DVD
- 『ジュニア陸上競技教典』（全国高等学校体育連盟陸上競技部(編)、陸上競技社、1997/3、リレー（4×100ｍ）の項を岡本博（大阪高等学校陸上競技部監督）が執筆）
- 『4×100mR　技術と戦い方のすべて　大阪高校4継・勝利への法則』（指導・解説：岡本博（大阪高等学校陸上競技部監督）、実技：大阪高等学校陸上競技部、ジャパンライム、2007/8、DVD）